# كورت لوكاس
كورت لوكاس (بالألمانية: Curt Lucas)‏ هو ممثل ألماني، ولد في 1888، وتوفي في 1960.

## وصلات خارجية
- كورت لوكاس على موقع IMDb (الإنجليزية)